# Megalomus moestus
Megalomus moestus is een insect uit de familie van de bruine gaasvliegen (Hemerobiidae), die tot de orde netvleugeligen (Neuroptera) behoort. 
Megalomus moestus is voor het eerst wetenschappelijk beschreven door Banks in 1895.